# Wielkopole (województwo łódzkie)
Wielkopole – wieś w Polsce położona w województwie łódzkim, w powiecie piotrkowskim, w gminie Ręczno.
W latach 1975–1998 miejscowość należała administracyjnie do województwa piotrkowskiego.